# ويليام نيلسون (رجل أعمال)
ويليام نيلسون هو شخصية أعمال كندي، ولد في 16 مارس 1844 في كندا، وتوفي في 10 فبراير 1915.